# Raul Silva Silva
Raul Silva Silva (* 31. Januar 1911 in Santiago de Chile; † 20. November 1994) war ein chilenischer Geistlicher und römisch-katholischer Weihbischof in Rancagua.

## Leben
Raul Silva Silva empfing am 22. September 1934 das Sakrament der Priesterweihe für das Erzbistum Santiago de Chile. 
Am 23. November 1963 ernannte ihn Papst Paul VI. zum Titularbischof von Eudoxias und zum Weihbischof in Rancagua. Der Erzbischof von Santiago de Chile, Raúl Kardinal Silva Henríquez SDB, spendete ihm am 29. Dezember desselben Jahres die Bischofsweihe; Mitkonsekratoren waren der Bischof von Valparaíso, Emilio Tagle Covarrubias, und der Bischof von Chillán, Eladio Vicuña Aránguiz.
Raul Silva Silva nahm an der dritten und vierten Sitzungsperiode des Zweiten Vatikanischen Konzils teil.